# Symblepharis lindigii
Symblepharis lindigii är en bladmossart som beskrevs av Georg Ernst Ludwig Hampe 1863. Symblepharis lindigii ingår i släktet Symblepharis och familjen Dicranaceae. Inga underarter finns listade i Catalogue of Life.